# Piper eupodum
Piper eupodum är en pepparväxtart som beskrevs av C. Dc.. Piper eupodum ingår i släktet Piper och familjen pepparväxter. Inga underarter finns listade i Catalogue of Life.